# My Mad Fat Diary
My Mad Fat Diary es una serie de televisión británica emitida en E4 que se estrenó el 14 de enero de 2013. Está basada en el libro My Fat, Mad Teenage Diary, escrito por Rae Earl. Su segunda temporada comenzó el 17 de febrero de 2014 y finalizó el 31 de marzo de ese mismo año. En noviembre de 2014 se confirmó una tercera temporada final compuesta por tres episodios, situada en 1998. Después de tres temporadas y dieciséis episodios My Mad Fat Diary terminó el 6 de julio de 2015.

## Argumento
Situado en la ciudad de Stamford, Lincolnshire en 1996, sigue la historia de una niña de 16 años de edad, que pesa 231 libras, Rae, y que acababa de salir de un Hospital psiquiátrico, donde pasó cuatro meses internada. Rae comienza a rehacer su vida y reanudar su amistad con su mejor amiga de la infancia llamada Chloe, que no es consciente de la salud mental de Rae y de los problemas de imagen corporal que tiene, ya que le hicieron creer que ella estuvo durante todo ese tiempo en Francia. Rae intenta evitar que esta información salga a la luz pública, tratando de impresionar a los amigos de Chloe; Izzy, Archie, Chop y Finn, además de intentar tener una vida como la de cualquier adolescente.

## Elenco y personajes

### Principales
- Sharon Rooney como Rachel Earl (Rae), una joven de 16 años de edad, quien ha pasado los últimos cuatro meses en un hospital psiquiátrico. Ella se esfuerza por ocultar sus problemas de imagen corporal y salud mental a sus nuevos amigos y le resulta difícil encajar en la sociedad.
- Jodie Comer como Chloe Gemmel, una joven atractiva y muy popular, mejor amiga de Rae.
- Nico Mirallegro como Finn Nelson, uno más del grupo de amigos de Rae, un personaje que se vuelve muy importante conforme transcurre la serie.
- Dan Cohen como Archie, primer interés amoroso de Rae. Mejor amigo transcurriendo la historia.
- Jordan Murphy como Arnold Peters "Chop", el juerguista del grupo.
- Ciara Baxendale como Izzy, la chica dulce, pero boba e ingenua del grupo.
- Ian Hart como Kester, terapeuta de Rae. Recientemente divorciado.
- Sophie Wright como Tix, internada del hospital psiquiátrico y amiga de Rae.
- Claire Rushbrook como Linda Earl-Bouchtat, madre de Rae. Se casó con Karim Bouchtat en el final de la primera temporada. Se queda embarazada durante la segunda temporada y da a luz a una niña al final de dicha temporada.
- Faye Marsay como Katie Springer, una antigua estudiante del instituto de Rae que vuelve a Stamford para hablar sobre sus experiencias en la universidad.

### Recurrentes
- Bamshad Abedi-Amin como Karim, el esposo de la madre de Rae, es un inmigrante indocumentado.
- Shazad Latif como Dr. Nick Kassar, uno de los doctores en el hospital psiquiátrico.
- Darren Evans como Danny Two Hats, un internado del hospital psiquiátrico y amigo de Rae, interés amoroso de Tix.
- Eliot Otis Brown Walters como el Big G, un matón que a menudo se mete con Rae, llamándola Jabba.
- Turlough Convery como Liam Owen, su primera aparición fue en el primer capítulo de la segunda temporada, nuevo amigo e interés amoroso de Rae, va a terapia.[4][5]

## Episodios
| Temporada | Temporada | Episodios | Emisión original      | Emisión original      |
| Temporada | Temporada | Episodios | Primera emisión       | Última emisión        |
| --------- | --------- | --------- | --------------------- | --------------------- |
|           | 1         | 6         | 14 de enero de 2013   | 18 de febrero de 2013 |
|           | 2         | 7         | 17 de febrero de 2014 | 31 de marzo de 2014   |
|           | 3         | 3         | 22 de junio de 2015   | 6 de julio de 2015    |

## Premios y nominaciones
| Año  | Premio                            | Categoría                        | Actor/Actriz o serie | Resultado |
| ---- | --------------------------------- | -------------------------------- | -------------------- | --------- |
| 2013 | British Academy Scotland Awards   | Mejor Actor/Actriz de Televisión | Sharon Rooney        | Nom       |
| 2014 | British Academy Television Awards | Mejor serie de drama             | My Mad Fat Diary     | Nom       |
| 2014 | British Academy Television Awards | Mejor actriz de soporte          | Claire Rushbrook     | Nom       |
| 2014 | British Academy Scotland Awards   | Mejor actriz de Televisión       | Sharon Rooney        | Nom       |
| 2014 | Broadcasting Press Guild Awards   | Breakthrough Award               | Sharon Rooney        | Nom       |
| 2014 | Royal Television Society          | Mejor Serie Dramática            | My Mad Fat Diary     | Nom       |
| 2014 | Royal Television Society          | Mejor actriz                     | Sharon Rooney        | Nom       |
| 2015 | British Academy Scotland Awards   | Mejor actriz de televisión       | Sharon Rooney        | Ganador   |
| 2015 | International Emmy Awards         | Serie dramática                  | My Mad Fat Diary     | Nom       |